# Don Messick
Donald Earl "Don" Messick (n. 7 septembrie 1926, Buffalo, New York, SUA – d. 24 octombrie 1997, Salinas, California, SUA) a fost un actor american de dublaj, cunoscut pentru vocile personajelor Hanna-Barbera.
Cele mai cunoscute personaje ale lui sunt Scooby-Doo și Scrappy-Doo (din Scooby-Doo); Bamm Bamm Rubble, Hoppy și Arnold (din Familia Flintstone); Astro (din Familia Jetson); Muttley (din Dastardly și Muttley); Ursul Boo-Boo și Pădurarul John Smith (din Aventurile ursului Yogi); Marele Ștrumf și Azrael (din Ștrumpfii); Hamton J. Pig (din Micii poznași); Gears, Ratchet și Scavenger (din Transformers) și Dr. Benton Quest (din Jonny Quest).
La început, Messick voia să fie ventriloc până în 1945, când a decis să fie actor de dublaj. Primul său mare rol a fost cel al lui Raggedy Andy din emisiunea radio The Raggedy Ann Show. Al doilea a fost Droopy, pe care jucat în anii 1949, 1950, 1956, 1990-1994. În 1969, a fost ales ca vocea celui mai cunoscut personaj al său, Scooby-Doo.
În septembrie 1996, a suferit un atac vascular cerebral și s-a pensionat. Pe 24 octombrie 1997, a suferit un al doilea atac cerebral și a murit la vârsta de 71 de ani.

## Filmografie
- Salsbury, MD (serial radio) (1941-1943) - Prezentator
- Spotlight Playhouse (serial radio) (1946) - Prezentator (1 episod)
- The Raggedy Ann Show (serial radio) (1946-1947) - Raggedy Andy
- NBC University Theatre (serial radio) (1948) - Șoarece (1 episod)
- Let George Do It (serial radio) (1949) - Mark Gumple (1 episod)
- The House of Tomorrow (film) (1949) - Narator din bucătărie
- Buffalo Billy (serial TV) (1949-1950) - voci adiționale
- Señor Droopy (film) (1949) - Droopy
- Wags To Riches (film) (1949) - Droopy
- Out-Foxed (film) (1950) - Droopy
- The Chump Champ (film) (1950) - Droopy
- The Adventures of Mr. Patches (serial TV) (1951) - Domnul Patches
- Time for Beany (serial TV) (1952) - Narator
- Thunderbolt and Wondercolt (serial TV) (1953) - voci adiționale
- The Willy The Wolf Show (serial TV) (1954-1955) - voci adiționale
- Millionaire Droopy (film) (1956) - Droopy
- Ruff and Reddy (serial TV) (1957-1960) - Ruff, Profesor Gizmo, Ubble Ubble, voci adiționale
- Pixie and Dixie and Mr. Jinks (serial TV) (1958) - Pixie
- The Adventures of Spunky and Tadpole (serial TV) (1958-1960) - Tadpole (sezoanele 1, 2) (1958-1959) (înlocuit de Ed Janis în sezonul 3)
- The Huckleberry Hound Show (serial TV) (1958-1962) - Pixie, Ursul Boo Boo, Pădurarul Smith, Narator, Ding-a-Ling Wolf
- Loopy De Loop (serial TV) (1959-1965) - Hansel, Bebe de Gorilla, Jack, Pisică, Vânător, Câine de pază, Bounty Hunter, Fermier, Robin Hood, Câinele fermierului, Quincy, Câinele lui Quincy
- The Quick Draw McGraw Show (serial TV) (1959-1962) - Narator, Horse-Face Harry, Șerif voci adiționale
- Manty's Funday Funnies (serial TV) (1959) - voci adiționale
- Wolf Hounded (scurtmetraj) (1959) - Porc #1
- Tale of a Wolf (scurtmetraj) (1960) - voci adiționale
- Familia Flintstone (serial TV) (1960-1966) - Bamm Bamm Rubble, Hoppy, Arnold, voci adiționale (sezoanele 2-6) (1961-1966)
- Ursul Yogi (serial TV) (1961-1962) - Ursul Boo Boo, Pădurarul Smith, Major Minor, Narator, voci adiționale
- Super motanul (serial TV) (1961-1962) - Domnul Dawson, Prowler, Beau, voci adiționale
- The Alvin Show (serial TV) (1961-1962) - voci adiționale
- Child Sock-Cology (scurtmetraj) (1961) - Gorilă, Vânzător, Îngrijitor
- The New Hanna-Barbera Cartoon Series (serial TV) (1962) - Domnul Twiddle
- Familia Jetson (serial TV) (1962-1963, 1985-1987) - Astro, RUDI, UNIBLAB, Mac
- Wally Gator (serial TV) (1962-1963) - Domnul Twiddle
- Peter Potamus (serial TV) (1963-1965) - So-So, voci adiționale
- The Maggila Gorilla Show (serial TV) (1964-1966) - Domnul Peebles (sezonul 2) (1965-1966), Iepurele Ricochet, voci adiționale
- The Gumby Show (serial TV) (1964) - Henry, Rodgy, voci adiționale
- Jonny Quest (serial TV) (1964-1965) - Dr. Benton Quest, Bandit
- Hey There, It's Yogi Bear! (film) (1964) - Ursul Boo Boo, Pădurarul Smith, Mugger
- The Famous Adventures of Mr. Magoo (serial TV) (1964) - voci adiționale
- Elephantastic (scurtmetraj) (1964) - Vânător din safari
- Valentine's Day (TV special) (1964) - Prezentator de la radio
- Ricochet Rabbit & Droop-a-Long (serial TV) (1964-1965) - Iepurele Ricochet, voci adiționale
- The Secret Squirrel Show (serial TV) (1965) - voci adiționale
- The Atom Ant Show (serial TV) (1965-1967) - Furnica Atom (sezonul 2) (1966-1967), Precious Pupp, Shag Rugg, voci adiționale
- The New Alice in Wonderworld (film) (1965) - Dormouse, Fluff
- The Laurel and Hardy Cartoon Show (film) (1966-1967) - voci adiționale
- Frankenstein, Jr. and The Impossibles (serial TV) (1966-1968) - Multi-Om, Alexander Grozavul, Jesse James, voci adiționale
- Omul numit Flintstone (film) (1966) - Ali, Doctor, Bamm Bamm Rubble, Hoppy, voci adiționale
- Space Ghost (serial TV) (1966-1968) - Blip, Zorak, Sisto, Moltar, Bronty
- The Space Kidettes (serial TV) (1966) - Numărătoare inversă, Cățel vedetă
- Birdman and the Galaxy Trio (serial TV) (1967) - Șoim 7, Vultro, voci adiționale
- The Herculoids (serial TV) (1967) - Gloop, Gleep
- Jack and the Beanstalk (serial TV) (1967) - Pisică, Șoareci
- Off to See the Wizard (serial TV) (1967) - voci adiționale
- Moby Dick and Mighty Mightor (serial TV) (1967) - Foca Scooby
- Super President (serial TV) (1967) - voci adiționale
- Fantastic Four (serial TV) (1967) - Kirgo
- Abbott & Costello (serial TV) (1967) - voci adiționale
- Shazzan (serial TV) (1967) - Kaboobie
- The New Adventures of Huckleberry Finn (serial TV) (1968) - Priest, Tug
- La Feet's Defeat (scurtmetraj) (1968) - Sergent Doi-Doi
- The Adventures of Gulliver (serial TV) (1968-1969) - Tagg, Eager
- Curse Trăsnite (serial TV) (1968-1970) - Muttley, Profesor Pat Pending, Ring-a-Ding (Dum-Dum), Micul Gruesome, Dragon, Gravel Slag
- The Banana Spilts Adventure Hour (serial TV) (1969) - Profesor Carter, Snork, Aramis
- The Archie Comedy Hour (serial TV) (1969) - Harvey Kinkle, Cousin Ambrose
- Peripețiile Penelopei Pitstop (serial TV) (1969-1970) - Dum-Dum, Pockets, Zippy, Snoozy
- Dastardly și Muttley în aparatele lor de zbor (serial TV) (1969-1970) - Muttley, Klunk, Zilly, Porumbelul Yankee Doodle, Prietena lui Muttley
- Scooby-Doo, unde ești tu! (serial TV) (1969-1970) - Scooby-Doo, Profesor Hide-White, Domnul Whickles, Ebenezer Rechinul, Stafie, Marele Albastru, Hank, Tatăl lui Sharon, John Maxwell, Domnul Jenkins, Max Piticul, Mumie, Profesor universitar, Dr. Najib, Vrăjitoare, Zeb Perkins, Creatura spațială, Henry Bascombe, Nepotul Norville, Fu Lun Chi, Timberlup, Polițist, Vânzător de măști, Profesor Ingstrom, Roger Stevens, Domnul Grisby
- Cattanooga Cats (serial TV) (1969-1971) - Hoppy, Smirky
- Where's Huddles? (serial TV) (1970) - Fumbles
- Christam Is (film) (1970) - voci adiționale
- Doctor Dolittle (serial TV) (1970) - voci adiționale
- Josie și pisicuțele (serial TV) (1970-1971) - Sebastian
- Sabrina The Teenage Witch (serial TV) (1970-1974) - Harvey Kinkle
- Pufnstuf (film) (1970) - Flautul Freddy, Hârciogul Googy, Vulturul Orson
- B. C. - The Shadow (scurtmetraj) (1971) - voci adiționale
- The Pebbles and Bamm-Bamm Show (serial TV) (1971) - Schleprock, Weirdly Gruesome, voci adiționale
- The Andromeda Strain (film) (1971) - Alarmă
- Harlem Globetrotters (serial TV) (1971) - voci adiționale
- Ajutor! Vine trupa ursului Chică! (serial TV) (1971) - Hercules Hipopotamul, Ambasadorul Ptomaniei
- Diamonds are Forever (film) (1971) - Prezentator de la circ
- The Amazing Chan and the Chan Clan (serial TV) (1972) - Chu Chu Câinele
- Wait Till Your Father Gets Home (serial TV) (1972) - Asociatul lui Harry
- The Flintstone Comedy Hour (serial TV) (1972) - Schleprock
- The Barkleys (serial TV) (1972) - voci adiționale
- The Thanksgiving That Almost Wasn't (TV special) (1972) - voci adiționale
- Noile filme cu Scooby-Doo (serial TV) (1972-1973) - Scooby-Doo, voci adiționale
- Josie și pisicuțele în spațiul cosmic (serial TV) (1972) - Sebastian, Bleep
- The ABC Saturdy Superstar Movie (serial TV) (1972-1973) - Patiser, Agent, Midget, Brack, Pisică frumoasă, Robot, Ucigaș, Căpitanul Parker, Trompetă, Al doilea ciclon
- Inch High, Private Eye (serial TV) (1973) - Profesor, Mumie, Ancora știrilor, Reporter TV, Frank cel gras, Băiatul cu ziare
- Familia Addams (desen animat) (serial TV) (1973) - voci adiționale
- B. C.: The First Thanksgiving (TV special) (1973) - Peter, Thor, Curcan
- Charlotte's Web (film) (1973) - Jeffrey
- Jeannie (serial TV) (1973) - voci adiționale
- Yogi's Gang (serial TV) (1973) - Ursul Boo Boo, Pădurarul Smith, Atom Furnica, Squiddly Diddly, Touche Țestoasa, Primarul orașului Ceață, voci adiționale
- Bailey's Comets (serial TV) (1973-1975) - Gabby
- Hong Kong Phooey (serial TV) (1974) - Spot, Uimitorul Maverick, Honcho, voci adiționale
- Wheelie and the Chopper Bunch (serial TV) (1974-1975) - Scrambels, Pădurar, Ofițerul Coadă de pește, Bucătar șef
- Journey Back to Oz (film) (1974) - Toto
- Noile desene cu Tom și Jerry (serial TV) (1975) - Spike (3 episoade din 7) (înlocuit de Joe E. Ross în 2 episoade și de John Stephenson în 2 episoade), Mumbly, voci adiționale
- The Tiny Tree (special TV) (1975) - voci adiționale
- The First Christmas: The Story of the First Christmas Snow (TV special) (1975) - voci adiționale
- The Oddball Couple (serial TV) (1975) - voci adiționale
- Jabberjaw (serial TV) (1976) - Vânzător de lămpi, Vrăjitorul din cartea video
- The First Easter Rabbit (TV special) (1976) - Jonathan, Whiskers
- Rudolph's Shiny New Year (TV special) (1976) - Tata Urs, voci adiționale
- The Mumbly Cartoon Show (serial TV) (1976-1977) - Mumbly, Locotenent Nebun, Bolts
- Dynomutt, Dog Wonder (serial TV) (1976-1977) - Scooby-Doo, Lowbrow, Ajutorul lui Lowbrow, voci adiționale
- The Scooby-Doo Show (serial TV) (1976-1978) - Scooby-Doo, voci adiționale
- CB Bears (serial TV) (1977) - Clyde Maimuța
- The Skatebirds (serial TV) (1977) - Pinguin pe scuter
- Scooby-Doo and the Mystery of the Sticky Money (carte audio) (1977) - Scooby-Doo, Narator
- Nestor the Long-Eared Christmas Donkey (TV special) (1977) - voci adiționale
- Scooby-Doo and the Mystery of the Strange Paw Prints (carte audio) (1977) - Scooby-Doo, Narator
- Kaptain Kool and the Kongs Present ABC All-Star Saturday (film) (1977) - Scooby-Doo
- Scooby-Doo and the Mystery of the Ghost in the Doghouse (carte audio) (1977) - Scooby-Doo, Narator
- Un Crăciun cu Fred Flintstone (TV special) (1977) - Ed maistrul, Otis, Bamm Bamm Rubble
- Scooby-Doo and the Mystery of the Rider Without a Head (carte audio) (1977) - Scooby-Doo, Narator
- Fred Flintstone și prietenii (serial TV) (1977-1978) - Bamm Bamm Rubble, Hoppy, voci adiționale
- Captain Caveman and the Teen Angels (serial TV) (1977-1980) - voci adiționale
- Hobbitul (TV special) (1977) - Balin, Goblin, Lordul zeloșilor, Trol #3
- Scooby-Doo: 3 Stories (album audio) (1977) - Scooby-Doo, Narator
- Laff-a-Lympics (serial TV) (1977-1979) - Scooby-Doo, Mumbly, Prezentatorul emisiunii #2, Ursul Boo Boo, Domnul Creeply, Micul Creeply, Dastardly Dalton, Pixie
- Challenge of the Super Friends (serial TV) (1978) - Sperietoare, voci adiționale
- Dinky Dog (serial TV) (1978) - voci adiționale
- Casper's First Christmas (special TV) (1978) - Boo Boo
- The Hanna-Barbera Happy Hour (serial TV) (1978) - voci adiționale
- Yogi's Space Race (serial TV) (1978) - voci adiționale
- Scooby-Doo and His Friends (album audio) (1978) - Scooby-Doo, Ticălos #1, Billy
- Familia Flintstone: Mica ligă mare (TV special) (1978) - Lucrător
- Hanna-Barbera's All-Star Comedy Ice Revue (TV special) (1978) - Scooby-Doo, Jabberjaw, Snorky
- Cei Patru Fantastici (serial TV) (1978) - J. J. Colossal
- Godzilla (serial TV) (1978-1979) - Godzooky
- Exciting Christmas Stories with Scooby-Doo and Friends (album audio) (1978) - Scooby-Doo, Moș Crăciun
- The New Fred and Barney Show (serial TV) (1979) - Bamm Bamm Rubble
- The Super Globetrotters (serial TV) (1979) - Stăpânul timpului
- ABC Weekend Specials (serial TV) (1979) - voci adiționale
- The Flintstones Meet Rockula and Frankenstone (TV special) (1979) - Igor
- Gulliver's Travels (film) (1979) - voci adiționale
- Scooby Doo și Scrappy-Doo (1979) (serial TV) (1979-1980) - Scooby-Doo, voci adiționale
- Jack Frost (TV special) (1979) - Snip
- Rudolph and Frosty's Christmas in July (film) (1979) - Gangsterul Sam Spangles
- Scooby-Doo merge la Hollywood (film) (1979) - Scooby-Doo
- Yogi's First Christmas (film) (1980) - Ursul Boo Boo, Pădurarul Smith, Pustnicul Herman
- The Return of the King (film) (1980) - Theoden, Easterling, Gura lui Sauron
- Space Stars (serial TV) (1980) - Astro, Gloop, Gleep
- Pontoffel Pock, Where Are You? (special TV) (1980) - Humboldt
- The Flintstones' Comedy Hour (serial TV) (1980-1982) - Schleprok
- Drak Pack (serial TV) (1980) - Toad
- The Flintstones' New Neighbors (TV special) (1980) - Bamm Bamm Rubble, Vultur
- Scooby Doo și Scrappy-Doo (1980) (serial TV) (1980-1982) - Scooby-Doo, Scrappy-Doo, voci adiționale
- The Flintstones: Fred's Final Fling (TV special) (1980) - Doctor, Pește #1, Pește #2, Papagal, Porcozaur
- The Fonz and the Happy Days Gang (serial TV) (1980-1981) - voci adiționale
- The Kwicky Koala Show (serial TV) (1981) - Clyde
- The Flintstones: Wind-Up Wilma (TV special) (1981) - Crainic
- Heathcliff (serial TV) (1981-1982) - Domnul Poștă
- Ștrumfii (serial TV) (1981-1989) - Marele Ștrumf, Azrael, Visătorul Ștrumf, Măturătorul Ștrumf, Astronautul Ștrumf
- The Flight of Dragons (film) (1982) - Giles Treetop, Lo Tae Zhao
- My Smurfy Valentine (TV special) (1982) - Marele Ștrumf, Azrael
- Pac Preview Party (TV special) (1982) - Scooby-Doo, Scrappy-Doo
- The Flintstone Funnies (serial TV) (1982-1984) - Schleprock
- The Smurfs Springtime Special (TV special) (1982) - Marele Ștrumf, Azrael
- Jokebook (serial TV) (1982) - voci adiționale
- The ABC Saturday Morning Preview Park (reclamă) (1982) - Scooby-Doo, Scrappy-Doo
- The Last Unicorn (film) (1982) - Pisică
- Omul Păianjen (serial TV) (1982) - Vultur
- The Smurfs Christmas Special (TV special) (1982) - Marele Ștrumf, Azrael
- Yogi Bear's All Star Comedy Christmas (TV special) (1982) - Pixie, Ursul Boo Boo, Pădurarul Smith
- CBS Library (serial TV) (1983) - voci adiționale
- The Smurfic Games (TV special) (1983) - Marele Ștrumf, Azrael
- Superday Supercade (serial TV) (1983) - voci adiționale
- Noile mistere cu Scooby-Doo (serial TV) (1983-1984) - Scooby-Doo, Scrappy-Doo, voci adiționale
- Laugh Busters (TV special) (1984) - Marele Ștrumf
- Strong Kids, Safe Kids (documentar) (1984) - Marele Ștrumf, Scooby-Doo, Scrappy-Doo
- The Duck Factory (film) (1984) - Wally Wooster
- The Mighty Orbots (serial TV) (1984) - Comandant Rondu, Crunch
- Transformers (serial TV) (1984-1987) - Ratchet, Scavenger, Gears
- Galtar and the Golden Lance (TV special) (1985) - Pandat
- G.I. Joe: A Real American Hero (serial TV) (1985) - Profesor
- Star Fairies (film) (1985) - Elf, Blunderpuff
- Cele 13 fantome ale lui Scooby-Doo (serial TV) (1985) - Scooby-Doo, Scrappy-Doo, voci adiționale
- The Pound Puppies (film) (1985) - Louie, Itchy
- Paw Paws (serial TV) (1985-1986) - PaPooch
- Yogi și vânătoarea de comori (serial TV) (1985-1988) - Ursul Boo Boo, Pădurarul Smith, Ruff, Iepurele Ricochet, Țestoasa Touche
- Foofur (serial TV) (1986-1987) - Pepe
- Smurfquest (film) (1986) - Marele Ștrumf, Azrael
- Transformers: Filmul (film) (1986) - Gears
- The Glo Friends (serial TV) (1986) - Glo Snail
- Here Are the Smurfs (film) (1986) - Marele Ștrumf
- Noile aventuri ale lui Jonny Quest (serial TV) (1986-1987) - Dr. Benton Quest, Bandit
- Pound Puppies (serial TV) (1986-1987) - Cățel alertă
- Popeye și fiul (TV special) (1987) - Eugene
- Familiile Jetson și Flintstone (film) (1987) - RUDI, Astro, Mac
- Scooby-Doo îi cunoaște pe frații Boo (film) (1987) - Scooby-Doo, Scrappy-Doo
- Milroy: Santa's Misfit Mutt (scurtmetraj) (1987) - Milroy
- Evadarea lui Yogi (film) (1987) - Ursul Boo Boo, Pădurarul Smith
- Povești cu Mac-Mac (serial TV) (1987) - Tatăl lui Scrooge
- Tis The Season to Be Smurfy (TV special) (1987) - Marele Ștrumf, Chitter
- The Real Ghostbusters (serial TV) (1987) - Walt Fleischman
- Rockin' Roll cu Judy Jetson (film) (1988) - Astro
- Scooby-Doo și Școala de Vampiri (film) (1988) - Scooby-Doo, Scrappy-Doo
- Fantastic Max (serial TV) (1988) - Regele Klutzes
- Bunul, răul și câinele Huckleberry (film) (1988) - Ursul Boo Boo, Narator
- Aventurile ursului Yogi (serial TV) (1988) - Ursul Boo Boo, Pădurarul Smith
- Un cățel numit Scooby-Doo (serial TV) (1988-1991) - Scooby-Doo, Tatăl lui Scooby, Jenkins, Prezentator de știri, Domnul Boo, Reporter, voci adiționale
- Scooby-Doo și vârcolacul încăpățânat (film) (1988) - Scooby-Doo, Scrappy-Doo
- Yogi & the Invasion of the Space Bears (film) (1988) - Ursul Boo Boo, Pădurarul Smith
- Hanna-Barbera's 50th: Yabba Dabba Doo Celebration (TV special) (1989) - Scooby-Doo, Muttley, Marele Ștrumf, Ursul Boo Boo, Pădurarul Smith, Astro, Droppy
- Animal Follies (serial TV) (1989) - Ruff
- The 16th Annual Daytime Emmy Awards (TV special) (1989) - Marele Ștrumf
- The Funtastic World of Hanna-Barbera (scurtmetraj) (1990) - Scooby-Doo, Ursul Boo Boo, Muttley
- The Adventures of Don Coyote and Sancho Panda (serial TV) (1990-1991) - Sancho Panda
- Familia Jetson: Filmul (film) (1990) - Astro
- Wake, Rattle, and Roll (serial TV) (1990-1992) - Ursul Boo Boo, Muttley, Pisica Lucky, Pixie
- Cartoon All-Stars to the Rescue (scurtmetraj) (1990) - Marele Ștrumf
- Tom și Jerry în copilărie (serial TV) (1990-1993) - Droopy, Batmouse, voci adiționale
- Micii poznași (serial TV) (1990-1992; 1994; 1995) - Hamton J. Pig, Bosko, Producător executiv, Câine
- Bobby's World (serial TV) (1991) - voci adiționale
- Yo Yogi! (serial TV) (1991) - Ursul Boo Boo, Pădurarul Smith
- The Last Halloween (TV special) (1991) - Romtu
- Micii poznași: Cum îmi petrec vacanța de vară (film) (1992) - Hamton J. Pig, Prezentator de la radio
- The Plucky Duck Show (serial TV) (1992) - Hamton J. Pig
- Kings Quest VI (joc video) (1992) - Ali, Gnomi
- Tom și Jerry: Filmul (film) (1992) - Droopy
- Bonkers (serial TV) (1993) - Primar
- Eu Yabba-Dabba Do! (film) (1993) - Polițist, Bamm Bamm Rubble
- Droopy Maestrul Detectiv (serial TV) (1993-1994) - Droopy, voci adiționale
- Jonny's Golden Quest (film) (1993) - Dr. Benton Quest
- Hollyrock-a-Bye Baby (film) (1993) - Bamm Bamm Rubble, Șofer de autocar, Agent de securitate
- Garfield și prietenii (serial TV) (1993-1994) - Scooby-Doo, Ludlow, voci adiționale
- Un Crăciun cu familia Flintstone (film) (1994) - Bamm Bamm Rubble, Joe Rockhead
- Yogi the Easter Bear (film) (1994) - Ursul Boo Boo, Pădurarul Smith
- The Flintstones: Wacky Inventions (scurtmetraj) (1994) - Bamm Bamm Rubble
- Scooby-Doo în Nopțile Arabe (film) (1994) - Scooby-Doo, Ursul Boo Boo
- Doi câini proști (serial TV) (1995) - Corporal
- Jonny Quest vs. The Cyber Insects (film) (1995) - Dr. Benton Quest, Bandit
- Scooby-Doo Mystery (joc video) (1995) - Scooby-Doo
- Freakazoid! (serial TV) (1995) - Dr. Vernon Danger
- Reclamă Burger King (reclamă) (1996) - Scooby-Doo
- The Real Adventures of Jonny Quest (serial TV) (1996) - Dr. Benton Quest (doar 3 episoade din sezonul 2) (înlocuit de George Segal în primul sezon și de John de Lancie pentru în celui de-al doilea sezon)

## Dedicație în memorie
- Scooby-Doo în Insula Zombie (film) (1998)